# Phorbia trinitatis
Phorbia trinitatis este o specie de muște din genul Phorbia, familia Anthomyiidae, descrisă de Griffiths în anul 1996.
Este endemică în British Columbia. Conform Catalogue of Life specia Phorbia trinitatis nu are subspecii cunoscute.